# In My Arms (Kylie Minogue)
In My Arms è il secondo singolo estratto dall'album X di Kylie Minogue.

## Descrizione
In My Arms è stato estratto come secondo singolo in febbraio 2008 in tutto il mondo tranne in Australia e nel Regno Unito dove è uscito come terzo singolo in maggio, preceduto dal singolo Wow che è uscito nel resto del mondo come terzo singolo in giugno. Il singolo è stato paragonato a Can't Get You Out Of My Head per la popolarità raggiunta in Europa, grazie all'airplay molto alto. Nonostante quest'ultimo molto forte, non ha raggiunto i vertici delle classifiche europee a causa della casa di distribuzione EMI che non ha pubblicato il disco fisico in molti paesi, lasciando solo l'uscita in digitale, penalizzando il pezzo.
In My Arms è stato il singolo più popolare dell'album X, sorpassando anche la popolarità del primo singolo 2 Hearts. È stata la canzone più ballata nelle discoteche nel mondo in aprile, arrivando alla #1 della Top Dance mondiale.

## Video musicale
Il video è stato girato tra il 15 ed il 16 gennaio 2008 a Los Angeles, in contemporanea al video Wow. In attesa del video ufficiale Kylie ha presentato la canzone a NRJ Awards in Francia in cui ha ricevuto anche un premio alla carriera. Il video vede una scena astratta in cui Kylie balla in grossi blocchi verdi di forma circolare e alcune scene in una mini-riproduzione di una sala di incisione con un microfono, simbolo dell'album X, di colore fucsia.
Molte sono state le versioni in tutto il mondo di questa canzone, cantata in molti paesi con artisti locali.

## Tracce
EU CD1
1. In My Arms
2. Cherry Bomb

EU CD2
1. In My Arms
2. Do It Again
3. Carried Away

12" PICTURE DISC 
1. In My Arms
2. In My Arms (Spitzer Remix)
3. In My Arms (Sebastian Leger Remix)

PROMO
1. In My Arms (Spitzer Dub Version)
2. In My Arms (Spitzer Radio Edit)
3. In My Arms (Chris Lake Vocal Mix)
4. In My Arms (Chris Lake Dub Mix)
5. In My Arms (Sebastien Leger Mix)
6. In My Arms (Sebastien Leger Dub)

UK CD1 / 7" Vinyl / UK Digital Bundle 2
1. In My Arms
2. Can't Get You Out Of My Head (Greg Kurstin Remix)

UK CD2
1. In My Arms
2. In My Arms (Death Metal Disco Scene Remix)
3. In My Arms (Sebastien Leger Remix)
4. In My Arms (Music Video)

AU CD
1. In My Arms
2. In My Arms (Death Metal Disco Scene Remix)
3. In My Arms (Sebastien Leger Remix)
4. Can't Get You Out Of My Head (Greg Kurstin Remix)

UK Digital Bundle 1
1. In My Arms
2. In My Arms (Chris Lake Vocal Remix)
3. In My Arms (Sebastien Leger Remix)
4. In My Arms (Steve Pitron & Max Sanna Remix) (Short)
5. In My Arms (Spitzer Remix) (Radio Edit)
6. In My Arms (Death Metal Disco Scene Remix)

## Successo commerciale
Il pezzo ha avuto moltissimo successo nel mondo. Appena uscito ha debuttato numero uno in Romania, Messico, dove è diventato il singolo Minogue di maggior successo da Come Into My World del 2002 ed è stato il terzo singolo straniero più passato dopo Don't Stop the Music e 4 Minutes. In Francia è il maggior singolo di successo Minogue da Can't Get You out of My Head, arrivando fino alla #10 della single chart, #2 nella digital chart e #1 nell airplay nazionale. In America il singolo non è mai stato pubblicato, ma è riuscito a debuttare nella radio airplay chart. Ha debuttato nella Top20 di ogni singolo paese europeo, confermando il successo del pezzo.

## Classifiche
| Classifica (2008) | Posizione massima |
| ----------------- | ----------------- |
| Australia         | 35                |
| Austria           | 16                |
| Belgio (Fiandre)  | 10                |
| Belgio (Vallonia) | 11                |
| Danimarca         | 36                |
| Estonia           | 6                 |
| Francia           | 10                |
| Germania          | 8                 |
| Irlanda           | 15                |
| Italia            | 34                |
| Lituania          | 6                 |
| Paesi Bassi       | 33                |
| Polonia           | 1                 |
| Regno Unito       | 10                |
| Repubblica Ceca   | 3                 |
| Romania           | 1                 |
| Russia            | 18                |
| Slovacchia        | 9                 |
| Svezia            | 15                |
| Svizzera          | 10                |
| Turchia           | 2                 |